# François Loriquet
Pour les articles homonymes, voir Loriquet (homonymie).
François Loriquet, né le 5 octobre 1964 à Paris, est un acteur français. Il est notamment connu pour avoir interprété Jules Bériot, le directeur d'école dans la série Un village français.

## Biographie
Issu d’une famille de 5 enfants, ce fils de comédiens grandit à Meudon. Destiné à une carrière de pianiste par ses parents, il quitte finalement l’école à 14 ans pour devenir apprenti électricien. Par la suite, poussé par sa compagne de l'époque, il passe et réussit le concours du Conservatoire national supérieur d'art dramatique. C'est en 1986 que sa carrière de comédien commence avec le personnage de Hide dans On a volé Charlie Spencer.
Il a été marié avec Hélène Babu, fille de Geneviève Casile.

## Filmographie

### Cinéma
- 2023 : Coup de chance de Woody Allen : un chasseur
- 2022 : Enquête sur un scandale d'État de Thierry de Peretti : l'éditeur
- 2021 : Robuste de Constance Meyer : Régis
- 2021 : L'Événement d'Audrey Diwan : Dr. Guimet
- 2020 : Vaurien de Peter Dourountzis : Alain
- 2017 : Maya de Mia Hansen-Løve : le psychologue
- 2012 : Ici-bas de Jean-Pierre Denis : Victor
- 2012 : Une bouteille à la mer de Thierry Binisti : Thomas
- 2010 : Ne change rien (documentaire) : lui-même
- 2009 : À l'origine : Cadre CGI
- 2007 : Anna M.  : Le psychiatre
- 2005 : Les Âmes grises : L'instituteur fou
- 2002 : Laissez-passer : Douillet
- 2001 : Sur mes lèvres de Jacques Audiard : Jean-François
- 1992 : Toutes peines confondues : Manuel
- 1986 : On a volé Charlie Spencer : Hide

### Télévision
2024: hpi saison 4 épisode 3
- 2023 : Infiltré(e) : mini-série de Jean-Philippe Amar : Picard
- 2022 : Sentinelles (série OCS)
- 2022 : Les Pennac de Chris Nahon : Georges Durelle
- 2022 : Drame en haute mer d'Adeline Darraux : Yvon Dantec
- 2021 : Service volé de Jérôme Foulon : le père d'Isabelle Demongeot
- 2020 : Capitaine Marleau, épisode Au nom du fils de Josée Dayan : Robert Lanski
- 2019 : Kidnapping : l'inspecteur de police criminelle
- 2019 : Une vie après de Jean-Marc Brondolo : Gabriel
- 2019 : Illégitime de Renaud Bertrand : Maître Ferroni
- 2018 : Cherif (série télévisée) : Azouri (le psy) épisode L'ombre d'un héros (Saison 5)
- 2015 : Paris de Gilles Bannier (série télévisée) : Michel Ardent
- 2014 : 3 x Manon, mini-série de Jean-Xavier de Lestrade : Monsieur Gauvert, le directeur du centre
- 2013 : Alias Caracalla (téléfilm) d'Alain Tasma
- 2011 : Mister Bob (téléfilm) : Conseiller du SDECE
- 2011 : Les Beaux Mecs (série télévisée) : Guichard
- 2010 : 1788... et demi (série télévisée) : Ronchette
- 2009-2016 : Un village français (série télévisée) : Jules Bériot
- 2008 : Seule : Christophe Campan
- 2008 : Avocats et Associés (série télévisée) : Francis Bizeray
- 2007 : Les Prédateurs (série télévisée) : Le juge Desplan
- 2007 : Notable, donc coupable (téléfilm) : Adjudant Maxime Constant
- 2007 : Opération Turquoise d'Alain Tasma (Téléfilm) : médecin de la Croix-Rouge
- 2007 : Reporters (série télévisée) : Député Le Bihan
- 2005 : Fabien Cosma (série télévisée) : Bertrand
- 2004 : Boulevard du Palais (série télévisée) : Martory
- 2003 : La Bastide bleue (téléfilm) : Sauveur
- 2001 : Une femme d'honneur (série télévisée) : Guy Lebrun
- 1999 : Juliette (téléfilm) : Phil
- 1998 : Maternité (série télévisée)
- 1997 : Nestor Burma (série télévisée) : Richard Clairmont
- 1996 : Docteur Sylvestre (série télévisée) : Paul Lefort
- 1996 : La Musique de l'amour : Un amour inachevé (téléfilm) : Beethoven
- 1993 : Pour demain (téléfilm) : Loïc

## Doublage
- 2022 : La Disparue de Lørenskog : Tommy Brøske (Glenn André Kaada (no)) (mini-série)

## Théâtre
- 1993 : Henry VI de William Shakespeare, mise en scène Stuart Seide, Théâtre de Gennevilliers, Théâtre de la Métaphore, La Filature
- 1994 : Henry VI de William Shakespeare, mise en scène Stuart Seide, Festival d’Avignon, Théâtre de Gennevilliers, tournée
- 1995 : Henry VI de William Shakespeare, mise en scène Stuart Seide, La Ferme du Buisson, Théâtre de Nice
- 2002 : Amphitryon de Molière, mise en scène Stuart Seide, Théâtre du Nord
- 2003 : Oncle Vania d'Anton Tchekov, mise en scène Julie Brochen, Théâtre de l'Aquarium
- 2005 : reprise d'Oncle Vania d'Anton Tchekov, mise en scène Julie Brochen, Théâtre de l'Aquarium
- 2012 : Mort à Venise de Thomas Mann, mise en scène Thomas Ostermeier, Théatre National de Bretagne / Rennes, Théâtre de la Ville
- 2013 : Les Revenants de Henrik Ibsen, mise en scène Thomas Ostermeier, Théâtre Nanterre-Amandiers, tournée
- 2016 : La Mouette d'Anton Tchekov, mise en scène Thomas Ostermeier, Théâtre de Vidy-Lausanne
- 2017 : Folle Amanda, de Pierre Barillet et Jean-Pierre Grédy, mise en scène Marie-Pascale Osterrieth, théâtre Antoine

### Récompense
- Palmarès du théâtre 2013 : Prix du second rôle masculin pour Les Revenants